# Catadoides longipalpis
Catadoides longipalpis là một loài bướm đêm trong họ Erebidae.